# Speleoalpinismus

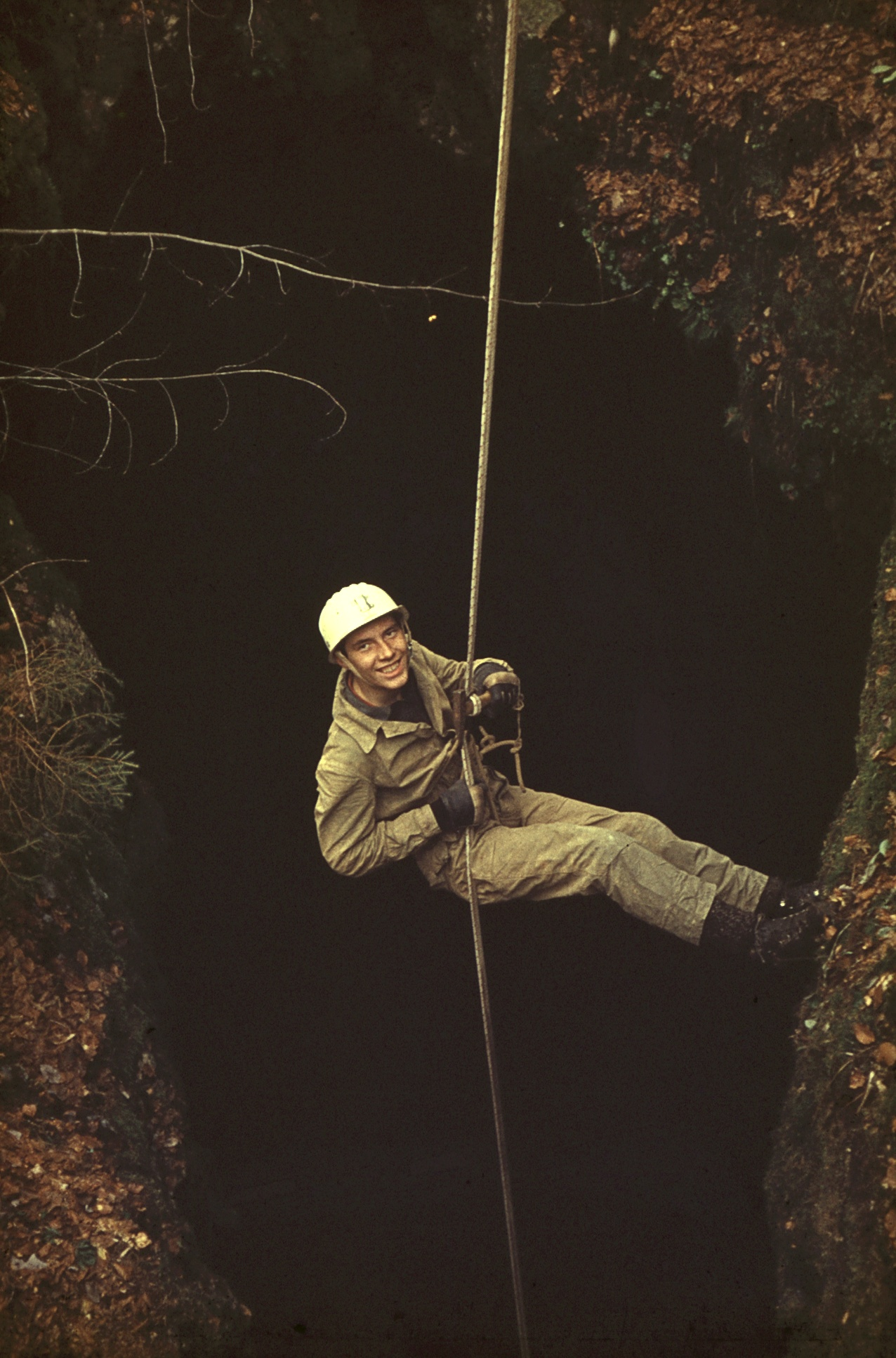
Speleoalpinismus

Speleoalpinismus je obor zabývající se pohybem ve speleologických terénech, nejčastěji v podzemních prostorách přírodního původu. Jedná se o obor lezectví. Speleoalpinismus bývá rovněž označován jako speleologická technika (takto byl definován v dnes již neplatné vyhlášce č. 324/1990 Sb.) nebo jednolanová technika (z anglického single rope technique).
Oproti horolezectví, kdy lezec vystupuje terénem a lano mu slouží jako jistící prvek, se při speleoalpinismu užívá lano jako výstupový, sestupový i jistící prvek, protože podzemní terén neumožňuje bezpečný výstup (sestup) klasickou horolezeckou technikou. Druhým základním rozdílem mezi horolezectvím a speleoalpinismem je v charakteristice užívaných lan. Horolezecké lano musí být pevné, ale i dostatečně pružné, aby bezpečně utlumilo pád lezce. Lana pro speleoalpinismus musí být nejen pevná, ale hlavně však musí mít minimální průtažnost. Rozhodující ale je rozdíl v pojetí celého počínání. Zatímco pro horolezce je lezení smyslem celé jeho aktivity, tedy cílem, pro speleologa je speleoalpinismus mnohdy jediným prostředkem ke zmáhání vertikálních úseků, aby mohl bádat dále v jeskyni.
V počátcích zkoumání přírodních podzemních prostor byly používány pevné nebo lanové žebříky, zahájením průmyslové výroby spolehlivých lan z chemických vláken (polyamid, polyester) zhruba v 60. letech 20. století umožnilo vznik nových speleoalpinistických lanových technik.

## Osobní výstroj
Tuto osobní výstroj musí bezpodmínečně mít každý speleoalpinista tak, aby dokázal samostatně fungovat v rámci skupiny. Nestačí však výstroj pouze vlastnit, musí ji dokonale ovládat.
- dva na sobě nezávislé zdroje světla
- přilba s podbradním páskem a trojbodovým upínáním
- bederní úvaz se sníženým těžištěm a centrální maticovou karabinou
- hrudní úvaz s trojúhelníkovou maticovou karabinou nebo tzv. "kšandy" (ypsilonka) pro držení hrudního blokantu
- dvě odsedací smyčky (jedna kratší a jedna delší)
- jedna odsedací smyčka propojující hrudní blokant s postrojem
- ruční blokant s malou maticovou karabinkou a stoupací smyčkou
- hrudní blokant
- slaňovací brzda (buď samosvorná, nebo tzv. bugatka. Nikdy ne slaňovací osma!!!)
- malá osobní kladka
- pět karabin s pojistkou zámku, nejlépe oválného tvaru (1 - ruční  blokant, 2,3 - odsedací smyčky, 4 - slaňovací brzda, 5 - osobní kladka)
- nůž (v pevném pouzdře nebo otevíratelný jednou rukou)
- vak na vybavení